# Garbus (opowiadanie)
Garbus (ang. The Crooked Man, org. The Adventure of the Crooked Man) – jedno z opowiadań autorstwa sir Arthura Conana Doyle’a, o przygodach detektywa Sherlocka Holmesa ogłoszone po raz pierwszy w czasopiśmie The Strand Magazine w lipcu 1893, ilustracje wykonał Sidney Paget. Następnie w zbiorze Wspomnienia Sherlocka Holmesa w 1894. Autor umieścił dzieło na piętnastej pozycji własnej listy ulubionych krótkich opowiadań o Holmesie.

## Fabuła
Lato 1888 roku. W swym domu w mieście garnizonowym Aldershot ginie pułkownik James Barclay. Ciało odnaleziono na podłodze w pokoju, oficer miał rozbitą głowę. Na kanapie zemdlona leżała jego żona, Nancy. Na podłodze tuż przy zwłokach znaleziono osobliwą maczugę z twardego, rzeźbionego drzewa o kościanej rączce, bez śladów krwi. Pułkownik posiadał kolekcję najróżniejszej broni, przywiezionej z rozmaitych krajów, w których walczył, toteż można było sądzić, że maczuga ta również należała do jego pamiątek. Drzwi domu były zamknięte od wewnątrz, klucz zaginął, duże okno było uchylone. Pokojówka zeznaje, że pani pułkownikowa po powrocie z okresowej wizyty w parafialnym Towarzystwie Dobroczynności (gdzie wspierała ubogich) z jakichś powodów pokłóciła się z mężem, nazywając go tchórzem i żądając, by zwrócił jej życie. Na twarzy zmarłego widać było wielki przestrach. Detektyw uznaje, że rana Barclaya była powodem uderzenia o kratę od kominka przy upadku. Prawdopodobnie upadł już martwy. Na pytanie, co tak przeraziło pułkownika, Holmes odpowiada, że przez okno widocznie wszedł i następnie wyszedł jakiś człowiek, widać bowiem ślady. O nim samym ma do powiedzenia mało, lecz odkrywa też ślady jakiegoś zwierzęcia wielkości psa, o nieznanym mu kształcie łapek, co może oznaczać zwierzę egzotyczne (później okazuje się, że była to mangusta). Detektyw indaguje pannę Morrison, z którą pułkownikowa była w Towarzystwie Dobroczynności. Okazuje się, że pani Barclay spotkała kalekiego mężczyznę, który przywitał ją po imieniu, ona również wydawała się go znać. Po chwili rozmowy rozeszli się. Pani Barclay była bardzo przejęta, lecz powiedziała jedynie, że to jeden ze starych znajomych, któremu w życiu się źle powiodło. Ponieważ jego wygląd rzuca się w oczy, Holmes i Watson szybko go odnajdują. Poszukiwany mężczyzna - Henry Wood, inwalida wojenny, obecnie wędrowny artysta - opowiada wstrząsającą historię z czasów powstania sipajów, gdy był młody i przystojny, zaś Nancy była jego narzeczoną.
Ekranizacja w serialu produkcji Granada TV w 1984 r.